# Pterostylis jonesii
Pterostylis jonesii là một loài thực vật có hoa trong họ Lan. Loài này được G.N.Backh. mô tả khoa học đầu tiên năm 2007.